# Asazuke
L'asazuke (浅漬け, littéralement : « cornichon peu profond ») est une méthode de marinade japonaise caractérisée par son temps de préparation court. Le nom implique un aliment mariné le matin et prêt le soir,. Le mot asazuke peut également désigner les articles marinés de cette manière. L'asazuke est une sous-catégorie du tsukemono, qui comprend tous les types de pickles.
En raison de sa courte durée de préparation, l'asazuke n'a généralement pas le piquant créé par d'autres méthodes de marinade plus longues, mais conserve davantage le goût frais du légume. Parmi les légumes couramment utilisés, on trouve le daikon, le hakusai, le concombre ou l'aubergine. Le kimuchi, qui ressemble beaucoup au kimchi coréen, est un asazuke de chou mais de saveur plus douce.
L'asazuke est généralement préparé en frottant les légumes coupés avec du sel et en les plaçant dans un sac ou un autre récipient scellé avec des éléments tels que du kombu ou des piments tranchés. Au lieu du sel, l'asazuke peut également être préparé avec du vinaigre, du nuka ou une solution de saumurage vendue dans le commerce. Le temps de saumurage adéquat varie de 30 minutes à plusieurs heures.
L'asazuke est devenu une méthode de marinade très populaire dans les foyers japonais en raison de sa facilité de préparation. 